# Ruellia gilva
Ruellia gilva är en akantusväxtart som beskrevs av Wassh.. Ruellia gilva ingår i släktet Ruellia och familjen akantusväxter. Inga underarter finns listade i Catalogue of Life.